# Plainview (Tennessee)
Plainview – miasto w Stanach Zjednoczonych, w stanie Tennessee, w hrabstwie Union.